# Paul Belmondo
Paul Belmondo, född 23 april 1963 i Boulogne-Billancourt nära Paris, är en fransk racerförare. Han är son till skådespelaren Jean-Paul Belmondo och far till skådespelaren Victor Belmondo.

## Racingkarriär
Belmondo vann Pilote Elf 1982 och gick sedan vidare till formel 3 och formel 3000 1987-1991. Han blev andreförare i formel 1-stallet March F1 1992. 
Belmondo debuterade i formel 1 i Sydafrikas Grand Prix 1992 och kom som bäst nia i Ungerns Grand Prix 1992. 1994 körde han för det illa rustade stallet Pacific Grand Prix och lyckades då endast kvala in till två av de sexton loppen, två lopp som han var tvungen att bryta. Därefter gick han över till GT-racing och tävlade bland annat i en Chrysler Viper. 

## F1-karriär
| Säsong | Stall/Tillverkare | Poäng | Placering |
| ------ | ----------------- | ----- | --------- |
| 1992   | March-Ilmor       | 0     | –         |
| 1994   | Pacific-Ilmor     | 0     | –         |